# Nile Rodgers

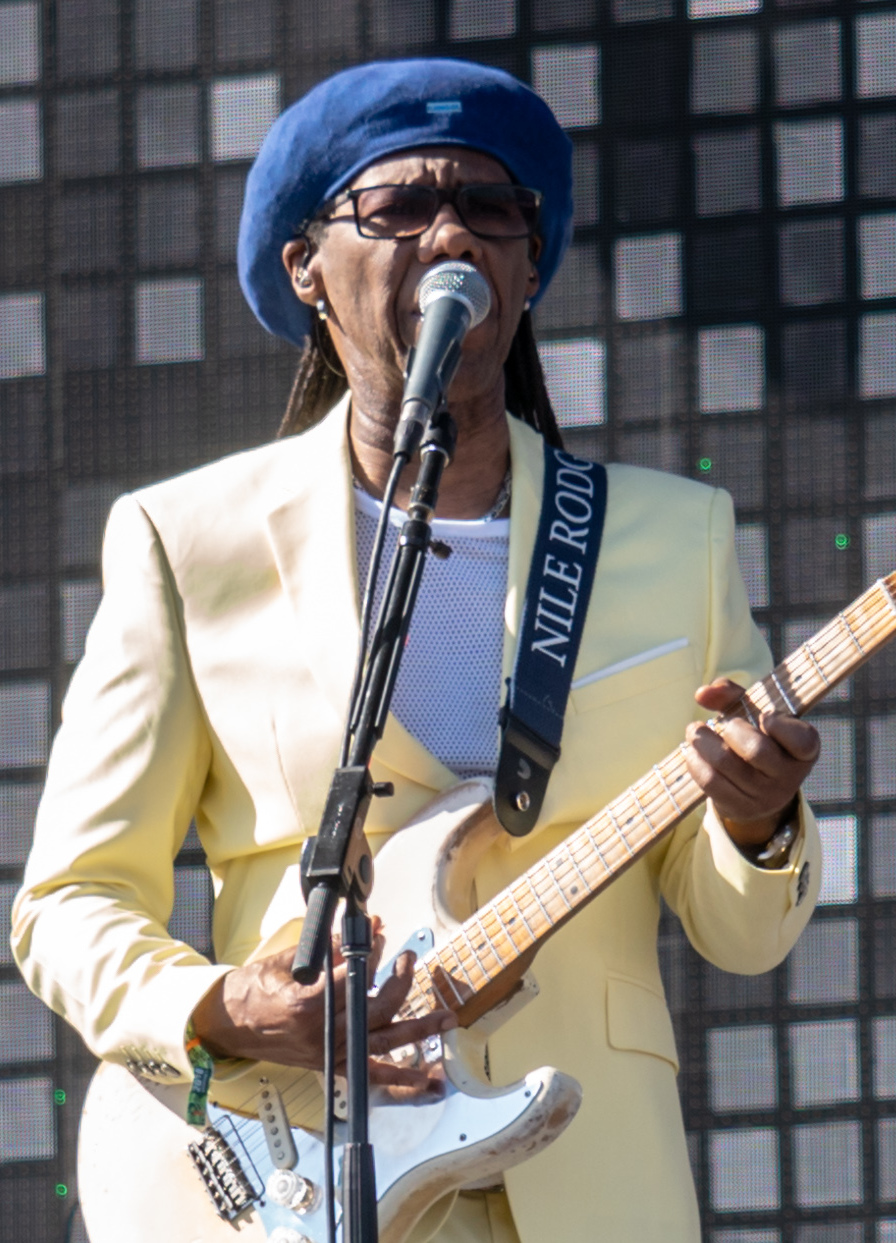
Nile Rodgers, 2018

Nile Gregory Rodgers (* 19. September 1952 in New York) ist ein US-amerikanischer Musikproduzent, Musiker und Komponist.

## Leben und Werk
Nile Rodgers wurde 1952 in der New Yorker Lower East Side als Kind einer 13-jährigen Mutter geboren. Er wuchs in einem Umfeld von Heroinabhängigen auf und war viel auf sich alleine gestellt, andererseits prägte ihn die unkonventionelle Umgebung mit ihrer Mischung aus Künstlertum und sozialpolitischem Aktivismus. Als er heranwuchs, heiratete seine Mutter einen Weißen, und Rodgers und seine Familie waren nun ständig und bewusst mit alltäglichem Rassismus konfrontiert, was er bis dahin nicht so deutlich erlebt hatte. Mit 15 Jahren lernte er selbsterklärte „Freaks“ kennen, die ihm den ersten LSD-Trip bescherten und ihn mit der Musik der Doors und der Beatles bekannt machten. Im Alter von 16 Jahren bekam Nile seine erste Gitarre, die sofort seine ganze Aufmerksamkeit und seinen Alltag einnahm. Bereits mit 19 beherrschte er das Instrument und Noten fließend, so dass er seinen ersten Job in der Studio-Band der Sesamstraße bekam. Später wurde er Gitarrist im Hausorchester des Apollo Theaters in New York. Rodgers und der Bassgitarrist Bernard Edwards lernten sich 1970 im Alter von 17 Jahren kennen und tauschten sich über ihre musikalischen Gemeinsamkeiten aus. Rodgers spielte später zwar noch mit der wenig erfolgreichen „Big Apple Band“ in kleineren Clubs, plante aber schon damals, mit Edwards eine Rockgruppe zu gründen.
Ab 1976 wurde Rodgers zumeist im Team mit Edwards ein stilbildender und trendweisender Musiker und Produzent. Sie begannen, Funkjazz mit Disco- und Rockelementen zu verweben, und gründeten schließlich die Band Chic. Die ersten gemeinsamen Demoaufnahmen zu den Songs Dance, Dance, Dance (Yowsah, Yowsah, Yowsah) und Everybody Dance machten sie nachts umsonst in einem dann unbenutzten Studio, als sie parallel in der Radio City Music Hall in der Backing Band von Luther Vandross spielten, der auf den Aufnahmen auch Vocals beisteuerte. Die beiden Songs wurden zu Hits von Chic wie später auch Le Freak, My Forbidden Lover oder Good Times (US #1), dessen Aufnahme sich unter anderem Sugarhill Gang ausliehen und damit den ersten Rap-Hit Rapper’s Delight schufen. Die Rockband Queen baute auf der charakteristischen Basslinie ihren Hit Another One Bites the Dust (1980) auf. Zur gleichen Zeit schrieben und produzierten Rodgers und Edwards für die Gruppe Sister Sledge die Disco-Hits Lost in Music, We Are Family und He’s the Greatest Dancer. Die beiden letztgenannten Titel erreichten im Lauf des Jahres 1979 die #1 in den US-Charts. Rodgers arbeitete auch mit der französischen Sängerin Sheila B. Devotion für den Titel Spacer zusammen, und am 13. August 1986 gastierte er bei einer Aftershow von Prince im Astoria in London als musikalischer Gast live auf der Bühne.
Seinen Ruf als exzellenter Produzent baute Rodgers mit Produktionen für u. a. Diana Ross, Debbie Harry, Madonna, Duran Duran, INXS, Dan Reed Network, Grace Jones, Laurie Anderson (Home of the Brave), The B-52’s, Mick Jagger oder David Bowie aus. Auch war er als Songwriter an weiteren Produktionen wie Hotel Room Service (für Pitbull) oder Get Lucky (für Daft Punk featuring Pharrell Williams) beteiligt.

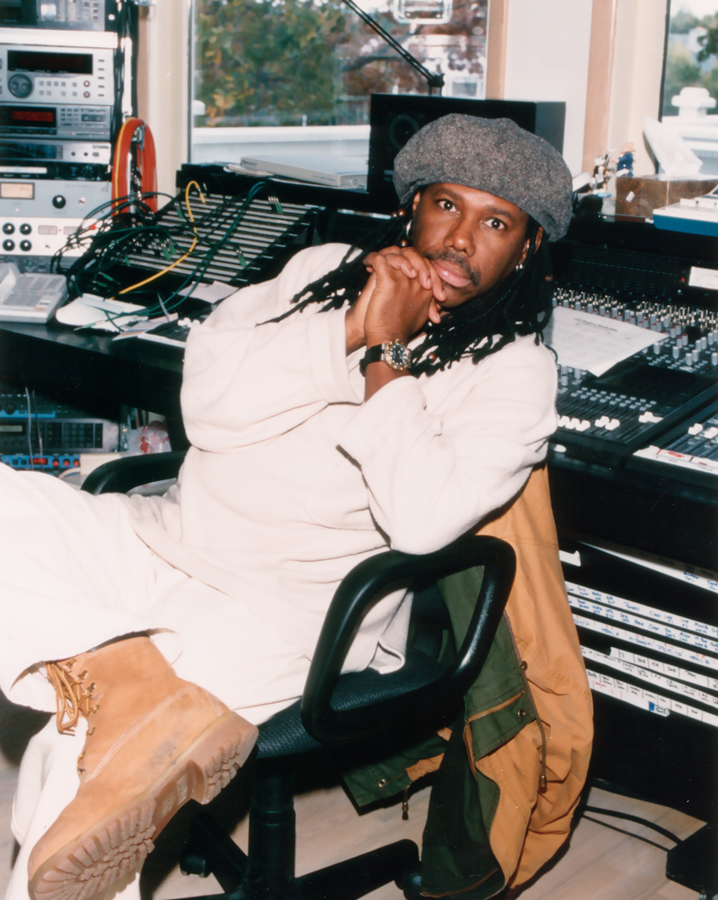
Nile Rodgers, 1999

In den USA wird die Populärmusik noch heute in „schwarz“ und „weiß“ eingeteilt. Nile Rodgers ist der erste Musiker und Produzent, der sowohl mit afro-amerikanischen als auch mit weißen Künstlern Musik produzierte, die kommerziell erfolgreich und wegweisend war. Er gehörte in den 1980er Jahren zu den wenigen Produzenten, deren Musik von „weißen“ und „schwarzen“ Radiostationen gespielt wurde. Er produzierte die Soundtracks für die Computerspiele Halo 2 sowie Halo 3 und komponierte für den zweiten Teil das Lied Never Surrender zusammen mit Nataraj. 2005 erfolgte seine Aufnahme in die Dance Music Hall of Fame.
In den siebziger und achtziger Jahren konsumierte Rodgers auch selbst unkontrolliert Drogen und trank extrem viel Alkohol. Dies war auch Bestandteil seiner persönlichen Beziehung zu Bowie, der – als die beiden sich kennenlernten – gerade clean war, worüber die beiden sich intensiv auseinandersetzten. Im Jahr 2010 wurde bei Rodgers Prostatakrebs diagnostiziert. Über die Krankheit und deren Verlauf berichtete er ausführlich in einem viel beachteten Blog. Zwei Jahre später gab Rodgers im Jahr 2013 an, wieder vollständig gesund zu sein.
Seit 1982 war er auch als Komponist bei zahlreichen Hollywoodproduktionen beteiligt, unter anderem 1988 für den Regisseur Julien Temple bei Zebo, der Dritte aus der Sternenmitte (Earth Girls Are Easy) sowie für John Landis bei Der Prinz aus Zamunda (Coming to America), 1993 für den Regisseur William Friedkin bei Blue Chips und 1994 erneut für John Landis bei der Produktion zu Beverly Hills Cop III.
Nile Rodgers produzierte 1984 die Single-Version des Liedes Walk Through the Fire von Peter Gabriel gemeinsam mit diesem.
Mit Duran Duran arbeitete Nile am 2015 erschienenen Album Paper Gods abermals zusammen, bei der gleichnamigen Tournee hatte er einige Gastauftritte. Bereits beim Album Astronaut im Jahr 2004 haben Nile und Duran Duran kooperiert.
Im Frühjahr 2018 arbeitete er in den Abbey Road Studios an der neuen Chic-Platte. Dafür konnte er Bruno Mars und Debbie Harry als Sänger gewinnen.
Aus Anlass seines 70. Geburtstags wurde 2022 ein Asteroid nach Nile Rodgers benannt.

## Der „Hitmaker“
Rodgers spielt eine 1960er Fender Stratocaster mit einem Hals des 1959er Models, die er liebevoll auch „The Hitmaker“ nennt. Er hat sie, auf Drängen seines Freundes und Bandmitglieds Bernard Edwards bei Chic, nach einem Auftritt in Miami, Florida gegen seine damalige Gibson Barney Kessel eingetauscht. Das Instrument ist außergewöhnlich leicht und hat einen altweißen Farbton. Rodgers behauptet, dass das Instrument wie keine andere Stratocaster klingt. 2014 legte der Fender Custom Shop als limitierte Sonderauflage eine „Nile Rodgers Hitmaker Stratocaster“ auf.

## Auszeichnungen
- 2005: Aufnahme in die Dance Music Hall of Fame
- 2014: Grammy Award (beteiligter Künstler am Daft-Punk-Album Random Access Memories)[11]
- 2015: Goldene Kamera (Lebenswerk Musik)
- 2015: Aufnahme in die Grammy Hall of Fame (für Chics Le Freak)[12]
- 2017: Aufnahme in die Rock and Roll Hall of Fame[13]
- 2022: Benennung eines Asteroiden nach ihm: (191911) Nilerodgers[14]
- 2024: Polar Music Prize

## Rodgers Hits (Auswahl)
Kompositionen
- 1977: Dance, Dance, Dance (Yowsah, Yowsah, Yowsah) (Chic)
- 1978: Le Freak (Chic)
- 1978: I Want Your Love (Chic)
- 1978: He’s the Greatest Dancer (Sister Sledge)
- 1978: We Are Family (Sister Sledge)
- 1978: Lost in Music (Sister Sledge)
- 1979: Good Times (Chic)
- 1979: My Forbidden Lover (Chic)
- 1980: Upside Down (Diana Ross)
- 1980: I’m Coming Out (Diana Ross)
- 1997: Gettin’ Jiggy wit It (Will Smith)
- 2013: Get Lucky (Daft Punk feat. Pharrell Williams)
- 2013: Lose Yourself to Dance (Daft Punk feat. Pharrell Williams)
- 2022: Passion (Roosevelt feat. Nile Rodgers)
- 2024: Honey Boy (Purple Disco Machine x Benjamin Ingrosso feat. Nile Rodgers, Sheensea)

Produktionen
- 1983: Let’s Dance (David Bowie)
- 1983: China Girl (David Bowie)
- 1983: Original Sin (INXS)
- 1984: The Reflex (US-Mix) (Duran Duran)
- 1984: The Wild Boys (Duran Duran)
- 1984: Like a Virgin (Madonna)
- 1984: Material Girl (Madonna)
- 1984: She’s the Boss (Mick Jagger)
- 1985: Don’t Mess with Doctor Dream (Thompson Twins)
- 1986: Notorious (Duran Duran)
- 1986: State of the Heart (Philip Bailey)
- 1989: Roam (The B-52s)
- 1989: Slam (Dan Reed Network)

## Diskografie

### Alben
- 1983: Adventures in the Land of the Good Groove
- 1985: B-Movie Matinee
- 1992: Chic-Ism
- 1996: Chic Freak and More Treats
- 1998: Do That Dance
- 2001: MP3 Danceclub, Vol.1
- 2001: MP3 Danceclub, Vol. 2
- 2004: Nile Rodgers & Chic – Live at Montreux
- 2011: Chic featuring Nile Rodgers – AVO Session Basel

### Singles
- 2014: Do What You Wanna Do
- 2016: Give Me Your Love (mit Sigala und John Newman, UK: Platin)[15]
- 2016: Kill the Lights (Alex Newell, Jess Glynne & DJ Cassidy feat. Nile Rodgers,  US: Gold)
- 2017: Fantasy (George Michael feat. Nile Rodgers)
- 2023: Unforgiven (Le Sserafim feat. Nile Rodgers)
- 2024: Honey Boy (Purple Disco Machine & Benjamin Ingrosso feat. Nile Rodgers & Shenseea; 13 der deutschen Single-Trend-Charts am 2. August 2024[16])
- 2024: For Life (Kygo, Zak Abel & Nile Rodgers)

## Filmografie (Auswahl)
- 1982: Soup for One
- 1984: Alphabet City
- 1988: Zebo, der Dritte aus der Sternenmitte (Earth Girls Are Easy)
- 1988: Der Prinz aus Zamunda (Coming to America)
- 1989: Unter Druck (White Hot)
- 1994: Blue Chips
- 1994: Beverly Hills Cop III
- 2000: Public Enemy
- 2005: Roll Bounce
- 2015: Nile Rodgers – Von Disco zu Daft Punk (Dokumentarfilm von Julie Veille & Marjory Déjardin, ARTE France)